# Mexitettix simuchi
Mexitettix simuchi är en insektsart som beskrevs av Otte, D. 2007. Mexitettix simuchi ingår i släktet Mexitettix och familjen gräshoppor. Inga underarter finns listade i Catalogue of Life.